# Google Fonts
Google Fonts (англ. Гугл Шрифти; минула назва Google Web Fonts) — бібліотека понад 950 вільно розповсюджуваних шрифтів, інтерактивний каталог для їх перегляду і прикладні програмні інтерфейси для використання вебшрифтів за допомогою CSS і на Андроїд.
Каталог Шрифтів Google призначений для того, щоб забезпечити пошук та дослідження шрифтів, а сервіс широко використовується із понад 17 трильйонами поданих шрифтів, а це означає, що в середньому всі 952 шрифти були завантажені понад 19 мільярдів разів, і що кожна людина на Землі в середньому завантажила кожен шрифт принаймні два-три рази. Популярні шрифти включають Open Sans, Roboto, Lato, Slabo 27px, Oswald та Lobster.
Бібліотека підтримується через офіційний репозитарій GitHub github.com/google/fonts [Архівовано 21 вересня 2019 у Wayback Machine.], де напряму доступні шрифтові файлі. Джерельні файли шрифтів доступні на git репозиторіях Github організації github.com/googlefonts [Архівовано 24 вересня 2019 у Wayback Machine.], разом із вільно поширюваним інструментарієм, який використовується спільнотою Google Fonts.